# S/S Margareta
S/S Margareta var ett svenskt lastfartyg som torpederades av den ryska u-båten S7 under andra världskriget.

## Historik
Margareta var det näst äldsta av de fartyg Sveriges handelsflotta förlorade under andra världskriget, och det allra äldsta som föll offer för torpedvapnet. Ångaren var byggd 1882, men på en av sina första resor strandade hon på den engelska kusten och bärgades med så svåra skador att det nästan var ett helt nytt fartyg som lämnade varvet 1884 under namnet Fortunatus. Ångaren ägdes först av varvet, men såldes sedan till rederiet Metcalfe, Simpson, Davidson & Co i West Hartlepool. Fortunatus var under sina första år ett av Hartlepool-flottans största fartyg. 1896 kom Fortunatus till Sverige genom inköp av skeppsredare N.C. Corfitzon för rederi AB Hälsingborgs räkning och fick behålla sitt dopnamn.
1902 kolliderade Fortunatus vid Lappgrundets fyskepp i Öresund med ångaren Royal av Kiel och vid jultiden 1911 med ångaren Louise av Malmö utanför Hanstholm. 1916 såldes Fortunatus till Rederi AB Svecia i Landskrona för 1 275 000 kr. Kort därefter såldes hon igen till skeppsredare C. Hviid-Nielsen i Halmstad där hon tillhörde Rederi AB Hallandia i några år. Fortunatus överlevde första världskriget trots att ångaren levde livet farligt bland minor och torpeder. 1922 såldes Fortunatus till Rederi AB Halmstad. Två år senare blev hon inköpt av Rederi AB Sundsborg i Helsingborg.
Under första världskriget representerade ångaren ett miljonvärde, medan under krisåren därefter endast sitt skrotvärde och låg därför länge upplagd, likaså under lågkonjunkturen på 1930-talet, då hon såldes för 40 000 kr. Vid torpederingen 1942 var ångaren, trots sin ålder, av betydande värde. 1934 köptes Fortunatus av maskinisten och skeppsredaren Klas Aug. Andersson i Karlskrona, vars flotta var den största i Sverige. Då blev Fortunatus Blekinges största fartyg. Vid krigsutbrottet 1939 avvecklade skeppsredare Andersson sin rederirörelse och hela flottan såldes till rederi AB Strim i Stockholm. För första gången under sin levnad omdöptes Fortunatus och fick namnet Margareta, de övriga fartygen i samma flotta fick även nya namn efter namnsdagarna i fruntimmersveckan. Under kriget gick Margareta i kolfarten på Tyskland tills torpeden 1942 sände den 60-åriga lastdragaren till botten.
Vraket lokaliserades 31 maj 1992.
Vraket ägs i dag av Bengt Grisell och Sten Ahlbergs efterlevande.

## Torpederingen
På resa från tysk hamn med koks i lasten mot Köping, framfördes Margareta på svenskt territorialvatten utanför Arkösund i Östergötlands skärgård på kvällen den 9 juli 1942 utan eskort. Vid 18-tiden siktades en ubåt som gick i ytläge utan flagg. Matros Arvid Ljung, som senare skadades, hade observerat ubåten och varskott befälhavaren. Denne antog att ubåten var svensk eftersom den gick i övervattensläge på svenskt vatten. Plötsligt avlossade ubåten en torped på kort avstånd, varefter den dök och försvann. Torpeden klöv vid explosionen Margareta i två delar och efter ca en minut hade hon gått till botten med 14 man. Ångaren Hemsö av Härnösand som kom efter Margareta räddade fyra överlevande. Ett svenskt örlogsfartyg tog sedan dessa till land vid Arkö. Andre styrman K.G. Karlsson hade suttit i mässen för att äta då explosionen inträffade. Han lyckades komma till flotten på akterdäck jämte den redan omkomne maskinisten Falk. Båda drogs ned under vattnet när Margareta sjönk men Karlsson lyckades simmande ta sig upp och i en annan flotte. Matros Arvid Ljung som stått på bryggan, slungades vid explosionen med våldsam kraft mot bryggdäcket, men hamnade på en frälsarkrans som han fick med sig ner i vattnet. Lämparen Lennart Lundström satt i skansen vid explosionen, hans enda tanke var att ta sig ut ur fartyget. I lejdaren upp mot däck blev han sparkad av en kamrat som också kämpade för livet. Han tog sig dock ut och kom ut på vattenytan och räddade sig till en flotte med hjälp av en frälsarkrans. Medan Lundström låg i vattnet såg han den då 62-årige matrosen Rosdahl simmande för livet mot en frälsarkrans, men han orkade inte och försvann under ytan. Den fjärde räddade, jungmannen Stig Nilsson, hade stått på backen tillsammans med två kamrater då han hade sett torpedstrimman. Han hade ropat till kamraterna att en torped var på väg emot dem. De hade skrattat och trodde att Nilsson skämtade. Nilsson hoppade överbord på utsidan strax innan smällen och fick tag på en potatislåda som låg flytande i vattnet. Fjorton dagar efter torpederingen av Margareta hittade fiskare i Kalmarsund en flytande trälåda med en zinkkista, som innehöll stoftet av övermaskinist O. Nyblom. Han hade tjänstgjort på rederiets ångare Ellinor och avlidit av hjärtinfarkt i Kielkanalen. Stoftet hade förts ombord på Margareta inför hennes hemresa. Vid torpederingen följde kistan med Margareta ned till botten men flöt upp och drev 70 distansminuter söderut där den påträffades av fiskarna. Från Småland sändes kistan till Stockholm, där stoftet av den gamle sjömannen vigdes till gravens ro den 30 juli i Uppståndelsekapellet.